# Jimmy Carter
(Jimmy Carter)
James Earl Carter Jr., detto Jimmy (Plains, 1º ottobre 1924 – Plains, 29 dicembre 2024), è stato un politico e filantropo statunitense, 39º Presidente degli Stati Uniti d'America dal 1977 al 1981.
Da 1971 al 1975 è stato Governatore della Georgia. Ha quindi vinto la nomination democratica per le elezioni presidenziali del 1976, dove da outsider ha sconfitto il presidente repubblicano in carica, Gerald Ford. Insignito nel 2002 del premio Nobel per la pace, in seguito alla morte di George H. W. Bush, avvenuta il 30 novembre 2018, è divenuto il più anziano ex presidente in vita all'epoca.
Nel suo secondo giorno di mandato, Carter ha graziato tutti i renitenti alla leva della guerra del Vietnam. Ha istituito due nuovi dipartimenti a livello di gabinetto di governo, il Dipartimento dell'Energia e il Dipartimento dell'Istruzione, stabilendo una politica energetica nazionale che includeva la conservazione, il controllo dei prezzi e le nuove tecnologie. Negli affari esteri, Carter ha perseguito gli accordi di Camp David, i trattati del Canale di Panama, il secondo Strategic Arms Limitation Talks (SALT II) e l'impopolare Zona del Canale di Panama. Sul fronte economico, ha dovuto affrontare una persistente stagflazione, una combinazione di alta inflazione, alta disoccupazione e crescita lenta. La fine del suo mandato presidenziale fu segnata dalla crisi degli ostaggi in Iran del 1979-1981, dalla crisi energetica del 1979, dall'incidente nucleare di Three Mile Island, dalla guerra civile di El Salvador e dall'invasione sovietica dell'Afghanistan.
In risposta all'invasione, Carter intensificò la guerra fredda quando finì la distensione, impose un embargo sui cereali contro i sovietici, enunciò la dottrina Carter e guidò un boicottaggio internazionale delle Olimpiadi estive del 1980 a Mosca.
Nel 1980 venne riconfermato come candidato presidente in vista delle elezioni generali imponendosi alle primarie democratiche sul senatore Ted Kennedy. Alle elezioni tuttavia perse contro il candidato repubblicano Ronald Reagan.
Nel 1982 viene fondato il Carter Center, per "promuovere ed espandere i diritti umani". Ha viaggiato molto per condurre negoziati di pace, monitorare le elezioni e promuovere la prevenzione e lo sradicamento delle malattie nei Paesi in via di sviluppo. Carter è considerato una figura chiave di Habitat for Humanity Charity. Ha scritto oltre trenta libri che vanno dalle memorie, dalla politica alla poesia e all'ispirazione.
È stato il più longevo dei presidenti statunitensi, nonché l'unico a raggiungere la soglia del secolo d'età; insieme alla moglie ha costituito la coppia più longeva di presidente e first lady della storia americana.

## Biografia
Era il figlio di James Earl Carter Sr., e di Bessie Lilian Gordy, nonché lontano parente di Berry Gordy.

### I primi anni

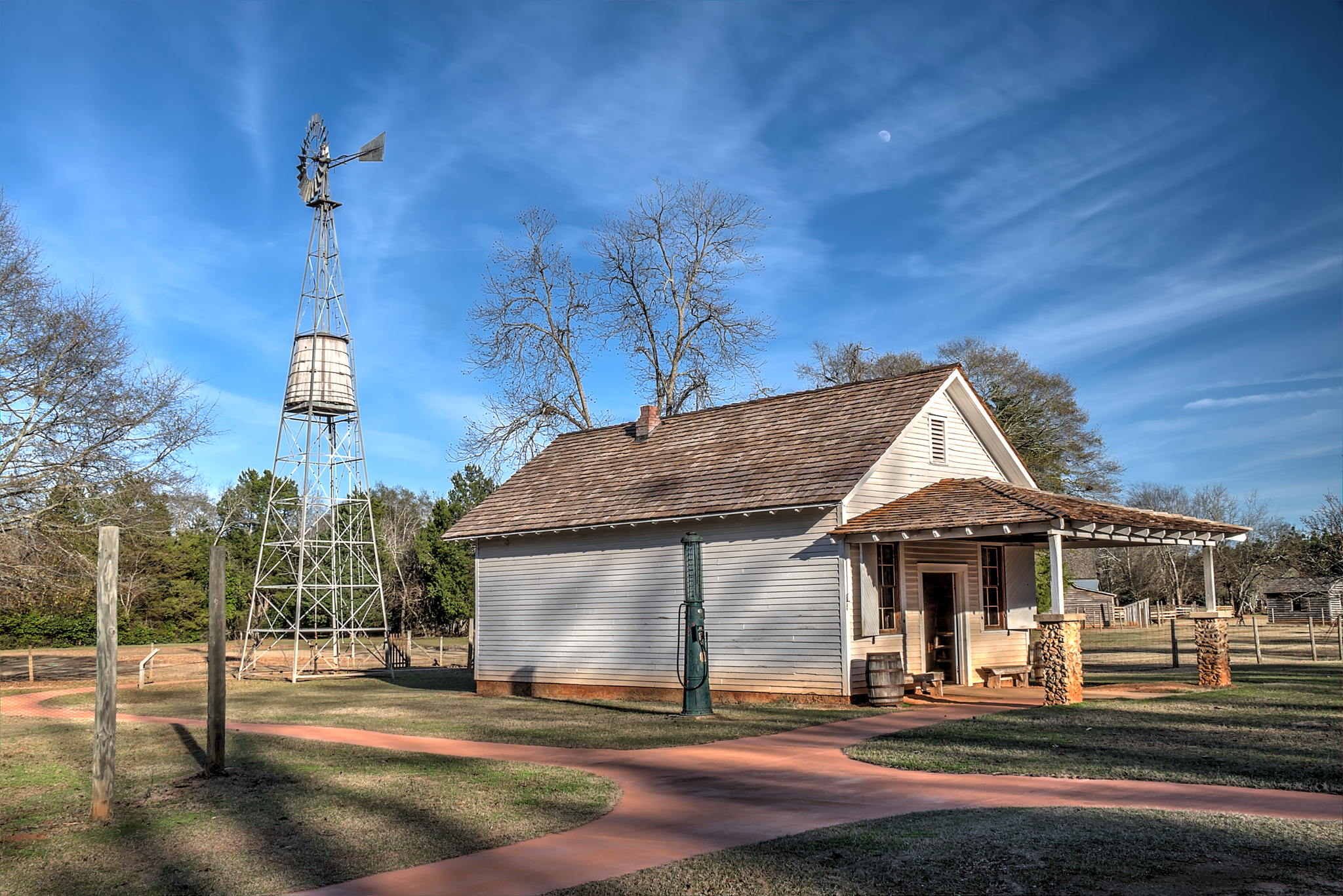
Il negozio della famiglia Carter (parte del Jimmy Carter National Historical Park) a Plains, Georgia

Cresciuto a Plains, in Georgia, Carter nel 1943 fu ammesso alla United States Naval Academy (Accademia Navale degli Stati Uniti) diplomandosi nel 1946 e, con una laurea in ingegneria (Bachelor of Science), si è arruolato nella Marina degli Stati Uniti, dove ha prestato servizio nei sottomarini. Dopo la morte di suo padre, nel 1953, Carter ha lasciato la sua carriera militare, entrando nella riserva fino al 1962, ed è tornato in Georgia per prendere le redini dell'azienda di arachidi della sua famiglia.
Comincia come attivista all'interno del Partito Democratico e dal 1963 al 1967, Carter è stato eletto nel Senato della Georgia.

## Carriera politica

### Governatore della Georgia

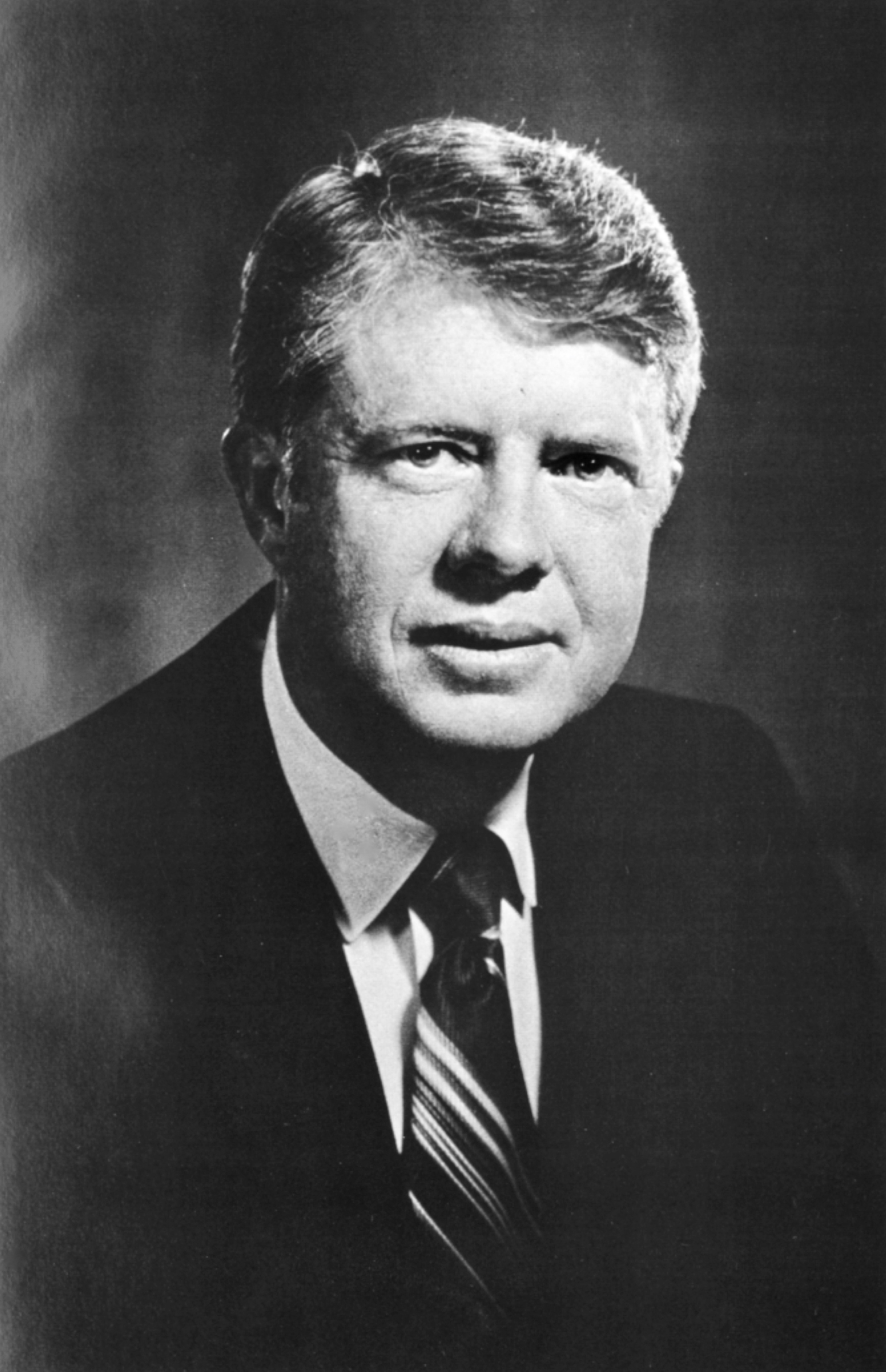
Ritratto ufficiale di Jimmy Carter come governatore

Nel 1970 è stato eletto Governatore della Georgia, sconfiggendo l'ex governatore Carl Sanders nelle primarie democratiche, sulla piattaforma anti-segregazione che difende l'azione affermativa per le minoranze etniche.
Carter prestò giuramento come 76º Governatore della Georgia il 12 gennaio 1971; ha dichiarato nel suo discorso inaugurale: "Il tempo della segregazione razziale è finito. Nessuna persona povera, rurale, debole o di colore dovrebbe mai più sopportare il peso di essere privato della possibilità di una formazione, di un lavoro o di semplice giustizia". La folla, accorsa ad ascoltare il neo-governatore, rimase scioccata da questa frase, in forte contrasto con la cultura politica della Georgia e in particolare con la campagna stessa di Carter. I numerosi segregazionisti che lo avevano sostenuto durante le elezioni si sentirono traditi.
Lester Maddox, predecessore di Carter come governatore, divenne vice-governatore, pur avendo opinioni discordanti con il nuovo governatore.
Carter cercò di espandere l'autorità del governatore, riducendo la complessità del governo statale e proponendo una legge di ristrutturazione dell'apparato esecutivo. Carter cercò di fondare la propria azione di governatore su uno Zero-based budgeting (trad. Programma a base zero: sistema di programmazione e controllo che sottopone a esame annuale non solo le nuove decisioni facenti capo al budget ma l'intero insieme delle scelte, comprese quelle già attuate in precedenza con la possibilità di eliminare sprechi e inefficienze che si sono radicate in passato e che persisterebbero nel caso di un incremento di budget) all'interno dei servizi statali e ha aggiunto un sistema di selezione nella Commissione giudiziaria per verificare le credenziali dei giudici nominati dal governatore. Questo piano di riorganizzazione venne presentato nel mese di gennaio del 1972 ricevendo una fredda accoglienza. Ma dopo due settimane di negoziati fu approvato. In ultima analisi, vennero fuse circa 300 agenzie statali in 22 ottenendo un grande risparmio sui costi sostenuti dallo Stato.
Durante l'amministrazione di Carter, nello Stato della Georgia, vennero assunti molti dipendenti statali e diversi giudici neri, cercando comunque di mantenere il consenso tra i suoi alleati conservatori come quando, nonostante la storica sentenza Furman vs Georgia (1972) che ne decretava l'abolizione, Carter reintrodusse la pena di morte nell'ordinamento giudiziario dello Stato.
Carter spinse per introdurre riforme al fine di: fornire pari finanziamenti di Stato a scuole che fossero situate sia in zone ricche sia in zone povere del paese, istituire centri di aggregazione per i bambini con disabilità mentale, aumentare i programmi educativi per i detenuti, promuovere la meritocrazia, a discapito dell'influenza politica, nelle progressioni di carriera di giudici e funzionari del governo statale.
Una delle sue decisioni più controverse è stata quella di porre il veto sul piano per costruire una diga sul fiume Flint, guadagnandosi l'attenzione degli ambientalisti a livello nazionale.

#### Ambizione nazionale
Non ritenendosi più in grado di essere competitivo per la rielezione, Carter considerò la possibilità di partecipare alla corsa presidenziale e si impegnò nella politica nazionale. Fu nominato in diverse commissioni di pianificazione del Sud e fu delegato alla Convenzione Nazionale Democratica del 1972, dove il senatore liberale degli Stati Uniti George McGovern era il probabile candidato presidenziale. Carter cercò di ingraziarsi gli elettori conservatori e anti-McGovern. Tuttavia, Carter all'epoca era ancora abbastanza oscuro e il suo tentativo di triangolazione fallì; il "ticket" democratico del 1972 era McGovern e il senatore Thomas Eagleton. Il 3 agosto, Carter incontrò Wallace a Birmingham, in Alabama, per capire come prevenire una schiacciante sconfitta del Partito Democratico durante le elezioni di novembre.
Dopo la débâcle elettorale di McGovern alle presidenziali del novembre 1972, Carter iniziò a incontrarsi regolarmente con il suo staff alle prime armi. Aveva deciso di iniziare a mettere insieme un'offerta presidenziale per il 1976. Cercò senza successo di diventare presidente della National Governors Association per aumentare la sua visibilità. Su approvazione di David Rockefeller, fu nominato membro della Commissione Trilaterale nell'aprile 1973. L'anno successivo fu nominato presidente della campagna congressuale e governativa del Comitato Nazionale Democratico. Nel maggio 1973, Carter mise in guardia il Partito Democratico contro la politicizzazione dello scandalo Watergate, il cui evento attribuì al presidente Richard Nixon che esercitava l'isolamento dagli americani e la segretezza nel suo processo decisionale.

### Presidenza (1977-1981)

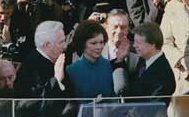
Inaugurazione della presidenza di Jimmy Carter il 20 gennaio 1977 (Carter giura nella mani del presidente della Corte suprema Warren Burger)

Nel 1976 ottenne la nomination democratica e nelle successive elezioni sconfisse il repubblicano Gerald Ford, precedentemente subentrato a Nixon dopo che lo scandalo Watergate lo aveva costretto a dimettersi.
Quando si presentò alle elezioni, Carter era nuovo sulla scena politica nazionale. Se da un lato ciò costituiva un punto di debolezza, d'altra parte l'essere sconosciuto era il suo punto di forza, data l'estraneità ai numerosi scandali che avevano scosso il Partito Democratico negli anni sessanta.
Sotto la presidenza Carter furono istituiti il Dipartimento dell'Energia e il Dipartimento dell'Istruzione.

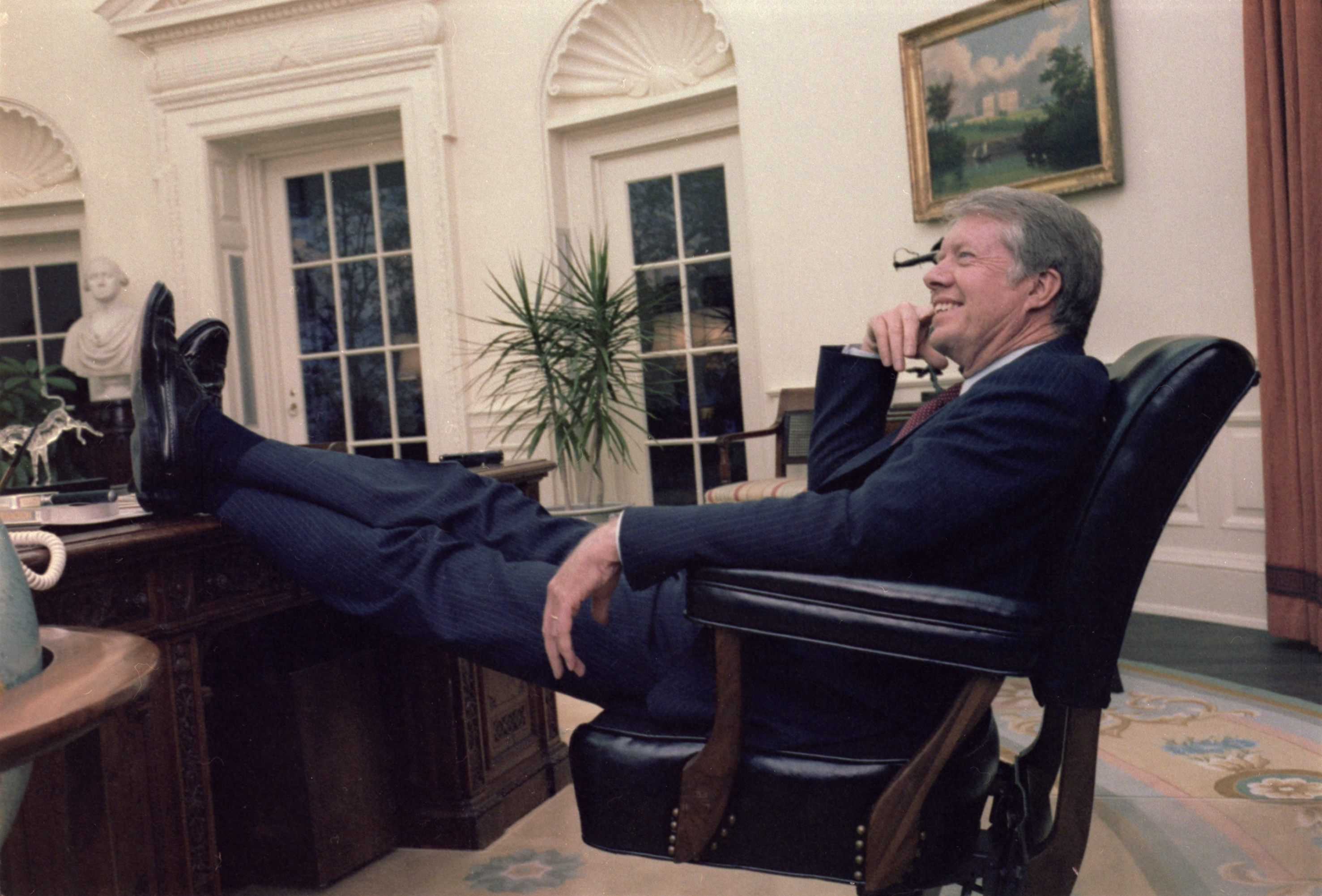
Il presidente Carter nell'Ufficio Ovale della Casa Bianca nel 1978

Carter promosse una politica energetica nazionale che includesse il controllo dei prezzi e incentivasse le nuove tecnologie. In un suo famoso discorso televisivo, del 18 aprile del 1977, Carter definì la crisi energetica degli Stati Uniti in corso in quegli anni come moralmente equivalente a una guerra, incoraggiando il risparmio energetico da parte di tutti i cittadini degli Stati Uniti, dando per primo l'esempio installando pannelli solari per il riscaldamento dell'acqua sulla Casa Bianca e indossando maglioni per compensare l'abbassamento di temperatura all'interno di essa.

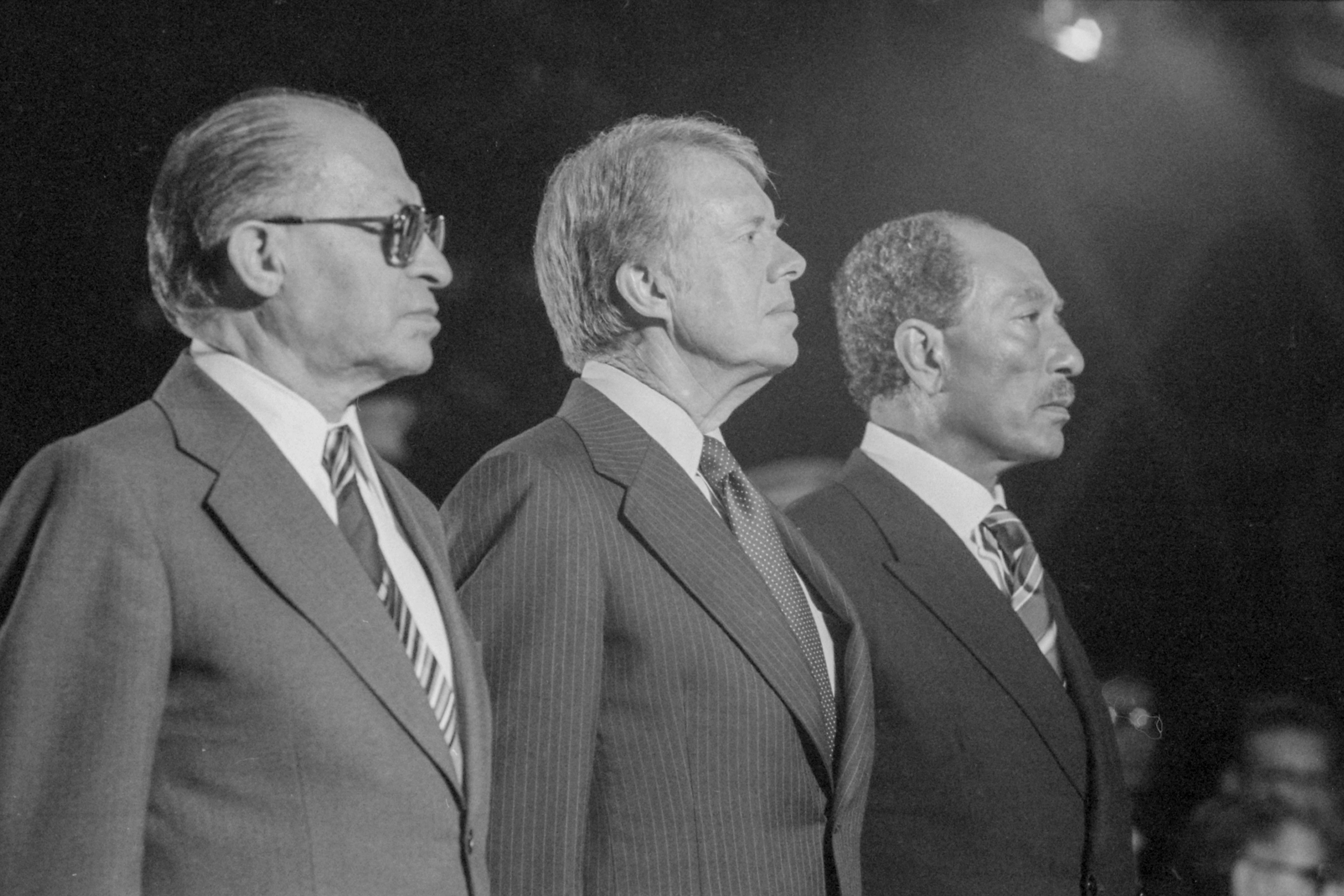
Il presidente Carter fra Menachem Begin e Muhammad Anwar al-Sadat a Camp David (1978)

Carter con il suo gabinetto nel 1978

Nel 1978 Carter dovette far fronte all'emergenza derivata dalla situazione della discarica di Love Canal divenuto un caso nazionale con numerosi articoli che definivano il quartiere come "una bomba sanitaria a orologeria" e "una delle più gravi tragedie ambientali della storia americana". Il 2 agosto 1978 il sito della discarica fu dichiarato un'emergenza nazionale, fatto senza precedenti negli Stati Uniti, e Carter deliberò l'istituzione dello stato di emergenza federale per il sito, chiese lo stanziamento di fondi federali e ordinò alla Federal Disaster Assistance Agency di assistere la città di Niagara Falls nel bonificare il sito di Love Canal. Fu la prima volta che i fondi d'emergenza federali vennero usati in un caso che non fosse un disastro naturale. Carter fece costruire dei canali che convogliavano l'acqua inquinata nelle fogne e fece chiudere gli scantinati contaminati. Il Congresso degli Stati Uniti passò il decreto Comprehensive Environmental Response, Compensation, and Liability Act (CERCLA), detto comunemente Superfund. Il CERCLA stabilì una tassa sulle industrie chimiche e petrolifere per permettere all'autorità federale di rispondere alle emergenze ambientali. CERCLA stabilì anche una lista prioritaria dei siti nazionali che richiedevano una bonifica, Love Canal fu il primo sito a comporre la lista da cui uscirà solo nel 2004, dopo l'evacuazione dei residenti e l'abbattimento della maggior parte degli edifici, la bonifica e il contenimento della discarica. Dato che il decreto Superfund contiene una clausola di responsabilità retroattiva, la Occidental Petroleum (che aveva acquisito la Hooker Chemical) fu ritenuta responsabile per i costi di bonifica, pur non avendo infranto le leggi allora in vigore, quindi, nel 1994, il giudice federale John Curtin sentenziò che la Hooker/Occidental era stata negligente, ma non si trattava di negligenza criminale, nella vendita della discarica al Niagara Falls School Board. La Occidental Petroleum fu citata dall'EPA e nel 1995 si accordò per un risarcimento di 129 milioni di dollari. Anche diverse cause civili intentate dai residenti arrivarono a un accordo economico negli anni seguenti alla scoperta della contaminazione.
Con l'Airline Deregulation Act del 1978 Carter eliminò il controllo del governo su tariffe e percorsi del settore del trasporto aereo al fine di creare un libero mercato del settore, permettendo l'ingresso in esso di nuove compagnie aeree di aviazione commerciale, lasciando inoltre che fosse la libera concorrenza delle forze di mercato a determinare percorsi e tariffe.

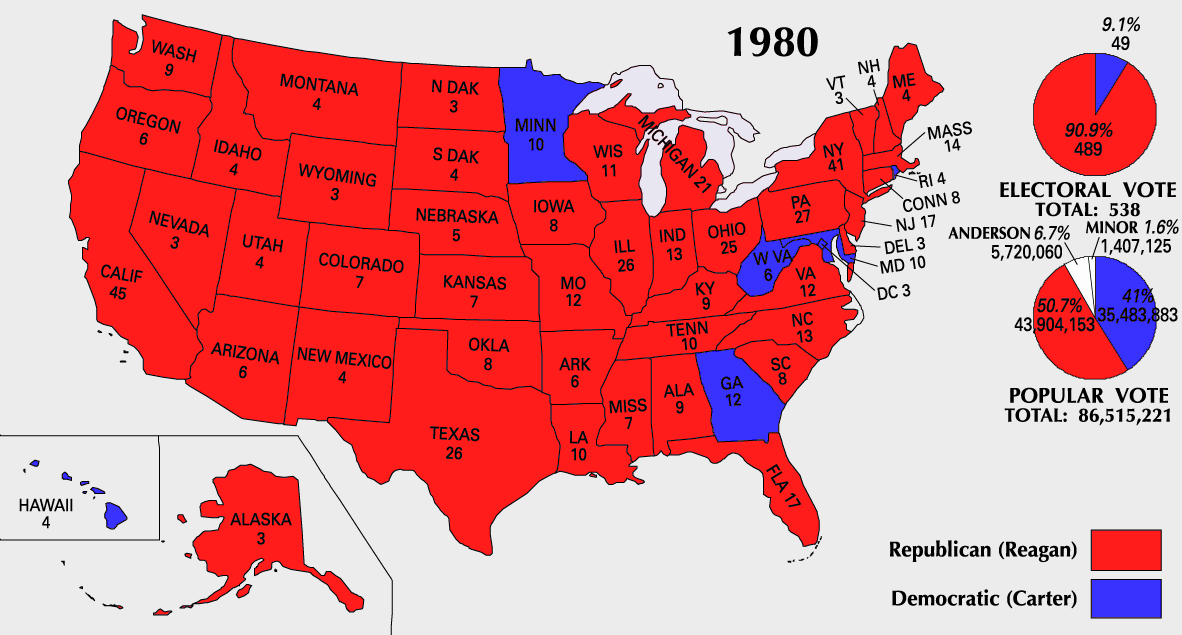
Risultati delle elezioni presidenziali del 1980, in cui Carter fu sconfitto

Nel 1979 Carter deregolamentò anche l'industria della birra americana, legalizzando la vendita di malto, luppolo e lievito di birra per la prima volta dai tempi del proibizionismo degli anni venti. Questa legalizzazione ha portato a un aumento del consumo della birra nelle case americane nel corso degli anni 1980 e 1990 e ha permesso che, entro gli anni duemila, si sviluppasse una forte cultura della birra artigianale in tutti gli Stati Uniti.
Nello stesso anno l'amministrazione Carter dovette far fronte anche al pericoloso incidente nucleare di Three Mile Island, visitò personalmente il luogo del disastro.
I suoi critici per non essere riuscito a ottenere l'approvazione di numerose delle sue leggi, gli rimproverano scarsa esperienza, di non avere avuto una visione chiara della politica estera, improntata astrattamente sui diritti umani, oltre ai fortissimi dissidi all'interno della sua amministrazione. Probabilmente l'insuccesso più importante fu la rivoluzione iraniana del 1979 e la successiva cattura di 52 ostaggi statunitensi nell'ambasciata di Teheran.

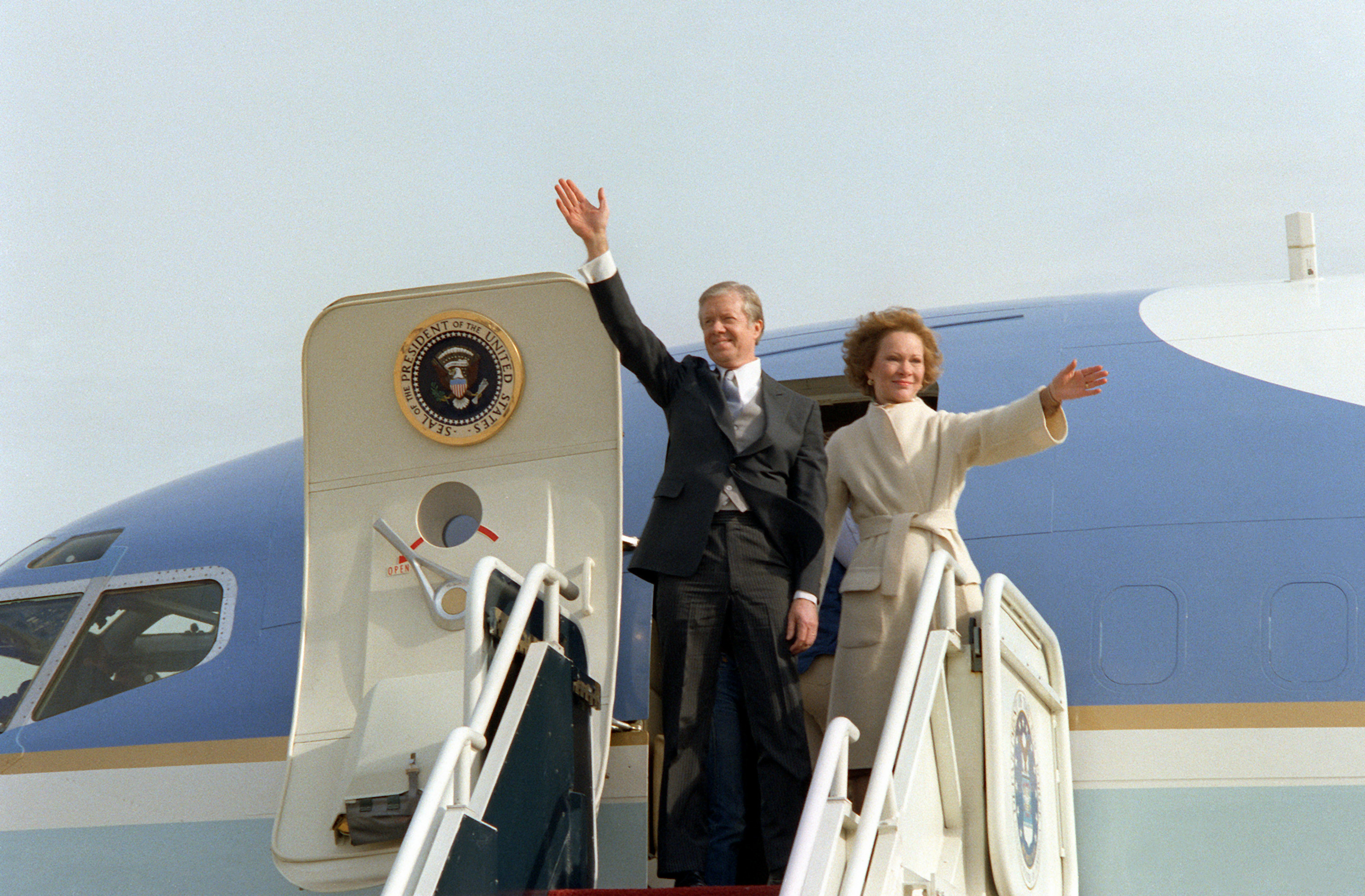
Jimmy Carter e sua moglie Rosalynn salutano dalla cima della scaletta dell'aeromobile mentre lasciano la base aeronautica di Andrews alla conclusione della cerimonia d'inaugurazione della presidenza di Ronald Reagan (20 gennaio 1981)

Il fallimento della politica estera mediorientale rimase il punto debole dell'amministrazione Carter, fallimento che causò la disapprovazione di molti americani nei suoi confronti. D'altra parte, uno degli elementi di maggiore discontinuità e originalità rispetto alle precedenti amministrazioni, fu certamente un sincero europeismo in politica estera, che lo condusse a sostenere l'integrazione non soltanto economica, ma soprattutto politica dei paesi dell'Europa occidentale.
Come segno di distensione, Carter dispose che il Dipartimento di Stato derogasse il McCarran Act che vietava l'ingresso negli USA dei comunisti. Vennero inoltre riavviate le consultazioni per il SALT II per la limitazione delle armi nucleari strategiche, che però non verrà mai ratificato. Dopo questa prima fase di "distensione" nei confronti del movimento comunista mondiale, quando l'URSS invase l'Afghanistan nel 1980 ci fu il ritorno di un clima da guerra fredda: Carter boicottò la XXII Olimpiade, tenutasi quell'anno a Mosca.
Nonostante alcuni importanti successi, fra i quali la firma degli accordi di pace di Camp David fra Egitto e Israele e i Trattati Torrijos-Carter, nel 1979 la crisi degli ostaggi, unita alla recessione economica attraversata dagli Stati Uniti in quegli anni, minò gravemente la sua popolarità, tanto che dovette lottare aspramente per ottenere la seconda candidatura democratica, fatto alquanto raro per un presidente in carica. Dopo avere sconfitto di misura Ted Kennedy alla Convention del Partito Democratico, fu poi largamente superato dal repubblicano Ronald Reagan nelle elezioni del novembre 1980.

### Dopo la presidenza

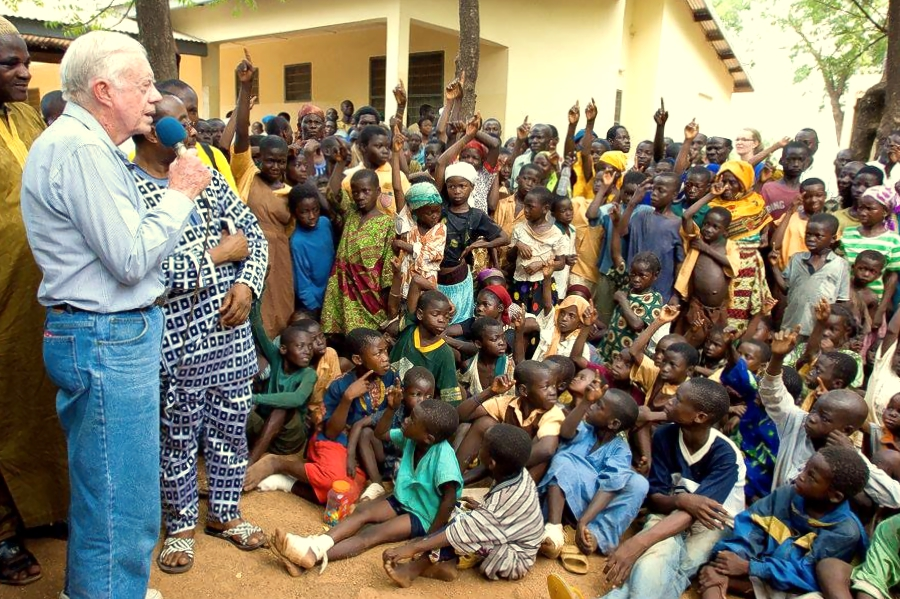
Il presidente Jimmy Carter durante una visita del 2007 all'ospedale Savelugu in Ghana

Dopo la sua presidenza Carter è tornato a vivere con la moglie nella natia Plains; il territorio circostante la sua casa, che comprende anche i suoi luoghi natali e d'infanzia, è dal 1987 un'area protetta e dal 2021 gode dello status di parco nazionale storico (Jimmy Carter National Historical Park). Fino al 2020, presso la chiesa battista Maranatha, non lontano da casa propria, ha inoltre tenuto la Sunday school, un seminario aperto al pubblico a cadenza settimanale per leggere e commentare passi della Bibbia e usarli come punto di partenza per confrontarsi e dibattere sulle tematiche a lui più care.
Nel 1982 ha costituito il Carter Center, una fondazione attraverso cui ha messo a frutto il suo prestigio, partecipando attivamente a campagne per i diritti umani e per la promozione della democrazia e fungendo da mediatore in diversi conflitti. Per quest'opera nel 2002 è stato insignito del premio Nobel per la pace con la motivazione:
(Dalla motivazione sull'assegnazione del premio Nobel per la pace)
L'azione di Carter raccoglie da sempre sia elogi sia critiche. Nel 2002, anche se non più in carica, è stato il primo presidente statunitense dai tempi dell'embargo a visitare Cuba e a incontrare Fidel Castro. Nonostante una leggera distensione, il presidente George W. Bush non volle porre fine alle sanzioni contro Cuba.

### Prese di posizione da presidente emerito

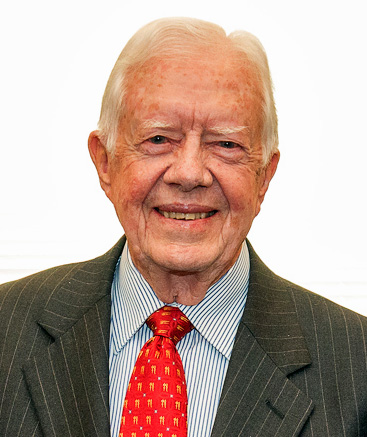
Jimmy Carter nel 2013

Ha dato alle stampe Peace, not Apartheid, un libro sul conflitto israelo-palestinese, che negli Stati Uniti ha suscitato un grande scandalo mediatico a causa delle posizioni di Carter nettamente contrarie alle politiche di Israele nei confronti del popolo palestinese, da lui definite di apartheid. Suscitarono polemiche anche le sue posizioni favorevoli all'apertura di un dialogo col movimento di Hamas, che gli Stati Uniti storicamente considerano un'organizzazione terroristica.
Carter criticò l'esito del caso di Troy Davis, giustiziato il 21 settembre 2011 con l'accusa di aver assassinato un agente di polizia, auspicando l'abolizione totale della pena di morte negli USA.
Nel 2012 inviò un proprio videomessaggio alla convention democratica a sostegno della ricandidatura di Barack Obama. In vista della tornata elettorale di quattro anni dopo, sebbene avesse inizialmente votato il senatore Bernie Sanders alle primarie del Partito Democratico (come rivelò nel 2017), diede pubblicamente il proprio appoggio a Hillary Clinton. Ancora nel 2020 prese parte alla convention democratica (tenutasi non dal vivo, ma sotto forma di telethon condotto da Eva Longoria, a causa delle misure di contenimento della pandemia di COVID-19) inviando un audiomessaggio in cui, insieme alla moglie Rosalynn, diede il proprio sostegno alla candidatura di Joe Biden.
Nel 2017 divenne l'unico presidente della storia americana ad essere ancora in vita nel quarantesimo anniversario del suo insediamento.
Nel 2024 annunciò il suo sostegno a Kamala Harris, votando per posta in favore della candidata democratica.

### Attività extra-politiche
Carter si è largamente distinto come lettore dei libri da lui stesso scritti. Per le registrazioni audio dei propri testi, l'ex presidente degli Stati Uniti ha ottenuto ben 10 candidature al Grammy Award, vincendo tale premio presso la categoria album parlato ben tre volte: nel 2007 con Our Endangered Values: America's Moral Crisis, nel 2016 con A Full Life: Reflections at 90 e nel 2018 con Faith: A Journey For All.
La candidatura del 2024 rende inoltre Carter la persona più anziana mai candidata nella storia della kermesse.

## Vita privata

### Religione

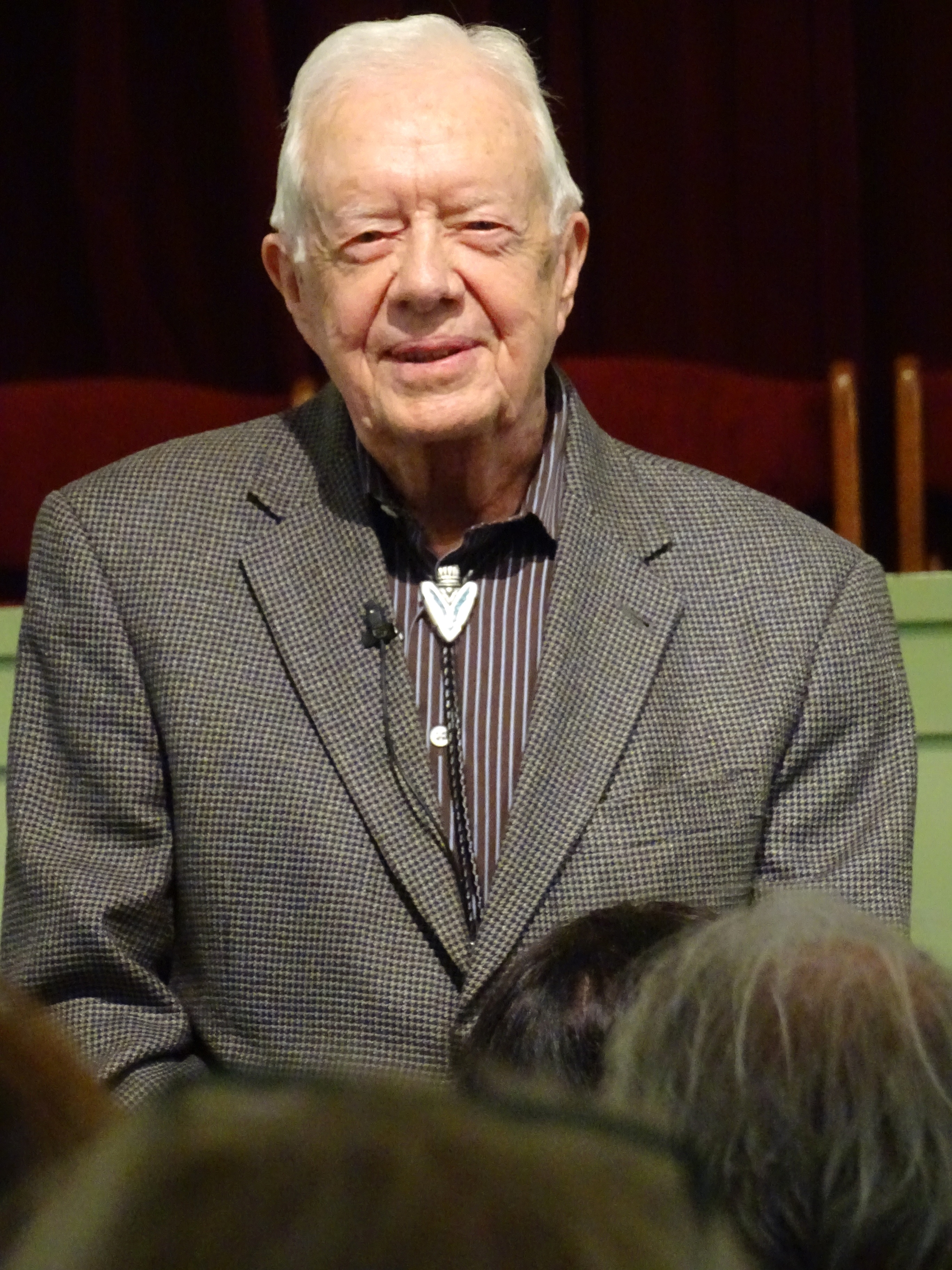
Jimmy Carter che tiene una lezione biblica domenicale nella sua chiesa Maranatha Baptist Church a Plains in Georgia

Carter è stato un noto cristiano battista e assiduo lettore della Bibbia, tanto che per molti anni e fino al 2020, ha tenuto settimanalmente lezioni di studio biblico nella chiesa della sua città natale, la Maranatha Baptist Church di Plains.
La fede è stata centrale nella sua vita privata e pubblica. Nel 2000 Carter ha lasciato la Southern Baptist Convention poiché l'associazione cristiana non garantiva equità di genere alle donne nell'insegnamento delle Sacre Scritture. La sua visione teologica si discostava dal conservatorismo cristiano e dal letteralismo biblico, e le sue posizioni convergono verso il progressismo religioso. Egli sostenne il matrimonio tra persone dello stesso sesso, ma fu personalmente contrario all'aborto perché secondo lui "Gesù sarebbe contrario".

### Famiglia
Fu sposato con Rosalynn Smith, anch'ella proveniente da Plains dal 7 luglio 1946 fino alla morte di lei il 19 novembre 2023. Come consorte del presidente, seppe trasformare profondamente il ruolo della first lady, partecipando alle riunioni di gabinetto e influenzando significativamente la presidenza del marito.
Alla morte di Rosalynn, Jimmy Carter, benché molto debole e in sedia a rotelle, volle partecipare alla cerimonia funebre tenutasi presso la Glenn Memorial Unified Methodist Church, alla quale erano presenti due dei successori di Carter alla Casa Bianca, il presidente in carica Joe Biden e l'ex presidente Bill Clinton, insieme alla vicepresidente Kamala Harris e alle cinque first lady viventi: Hillary Clinton, Laura Bush, Michelle Obama, Melania Trump e Jill Biden. 
Carter ebbe quattro figli: John William detto Jack (1947), James Earl Carter III detto Chip (1950), Jeffrey Donnel (1952) e Amy Lynn (1967). La loro famiglia comprende anche otto nipoti e due pronipoti.

### Malattia e morte

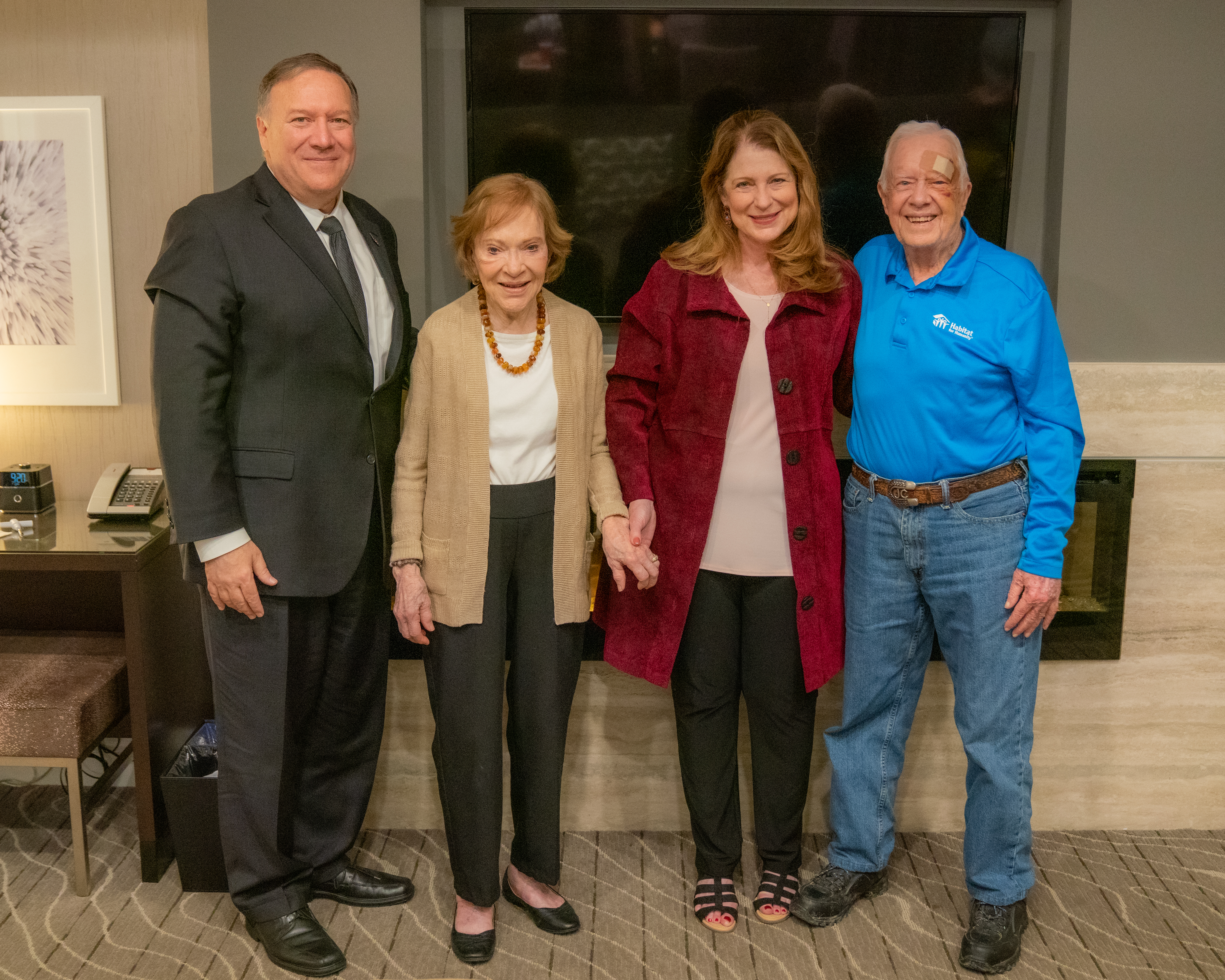
Il Segretario di Stato Michael Pompeo (a sinistra) con Jimmy Carter (a destra) e le rispettive mogli, nel 2019

Nella famiglia dell'ex presidente, tutti i parenti stretti – entrambi i genitori e i tre fratelli – avevano sofferto di tumore.
Nell'agosto 2015, all'età di 90 anni, Carter annunciò di essere affetto da un melanoma con metastasi al cervello e al fegato, di aver pertanto iniziato un trattamento di radioterapia e di doversi poi sottoporre a un intervento chirurgico. Nonostante la gravità della prognosi (sopravvivenza media di 4-5 mesi), il 6 dicembre successivo fu resa nota la sua remissione, ottenuta proprio grazie alla radioterapia e a una sperimentale immunoterapia.
Il 18 febbraio 2023 l'ex presidente annunciò di esser stato dimesso dall'ospedale dove era ricoverato per un nuovo peggioramento di salute e di essere tornato a casa a Plains, iniziando contestualmente cure palliative. Presso la sua residenza Carter morì il 29 dicembre 2024, quasi tre mesi dopo aver compiuto cent'anni, primo nella storia dei capi di Stato statunitensi a raggiungere tale traguardo; era l'ex presidente più anziano ancora in vita.
Il funerale di Stato è stato celebrato il 9 gennaio 2025 presso la Washington National Cathedral a Washington DC, alla presenza, oltre a Joe Biden, dei quattro ex presidenti degli Stati Uniti d'America con le rispettive mogli: Bill Clinton, George W. Bush, Barack Obama e Donald Trump. Lo stesso giorno una seconda cerimonia in forma privata si è svolto presso la Maranatha Baptist Church di Plains prima della sepoltura presso il Jimmy Carter National Historical Park accanto alla moglie.

## Nella cultura di massa

### Messaggio delle sonde Voyager

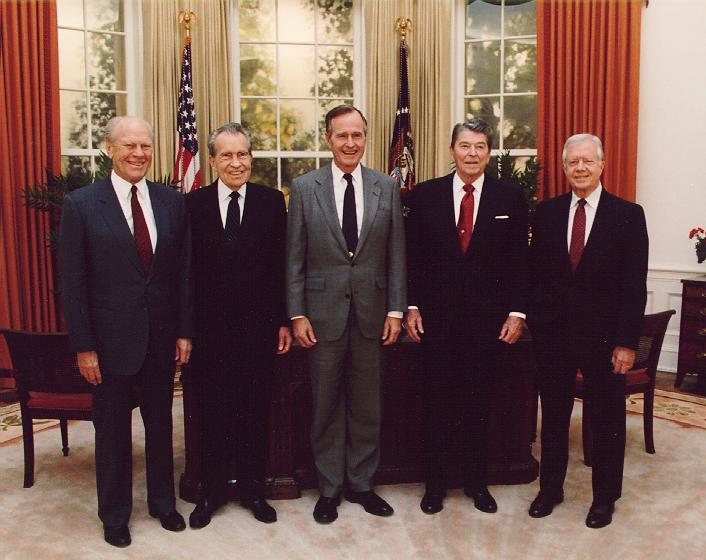
Jimmy Carter (a destra) nel 1991 con il presidente George H. W. Bush (al centro) e gli ex presidenti (da sinistra a destra) Gerald Ford, Richard Nixon e Ronald Reagan, durante l'inaugurazione della "Biblioteca presidenziale Reagan"

Carter fu l'uomo di Stato che registrò con la propria voce il messaggio inciso sul disco d'oro (il cosiddetto Voyager Golden Record) lanciato assieme alle sonde Voyager 1 e Voyager 2 per il loro viaggio fuori dal nostro sistema solare il 5 settembre 1977, contenente immagini dei popoli della Terra, e alcune delle musiche più universali e variopinte mai create, tra cui Beethoven, il Gamelan indonesiano e un gruppo Mariachi messicano.
Noi esseri umani siamo ancora divisi in nazioni, ma queste nazioni stanno rapidamente diventando un'unica civiltà globale.
Noi lanciamo questo messaggio nel cosmo. È probabile che continui ad esistere anche per un miliardo di anni nel nostro futuro, quando la nostra civiltà potrebbe essere profondamente cambiata e la superficie della Terra ampiamente modificata.
Dei 200 miliardi di stelle nella galassia della Via Lattea, alcune — forse molte — potrebbero avere pianeti abitati e civiltà in grado di esplorare lo spazio. Se una di queste civiltà intercetta la Voyager e riesce a comprendere il contenuto di questa registrazione, ecco il nostro messaggio:
"Questo è un regalo di un piccolo e distante pianeta, un frammento dei nostri suoni, della nostra scienza, delle nostre immagini, della nostra musica, dei nostri pensieri e sentimenti. Stiamo cercando di sopravvivere ai nostri tempi, ma potremmo farlo nei vostri.
Noi speriamo un giorno, dopo aver risolto i problemi che stiamo affrontando, di congiungerci in una comunità di civiltà galattiche. Questa registrazione rappresenta la nostra speranza, la nostra determinazione e la nostra buona volontà in un vasto ed impressionante universo.»
(Jimmy Carter, Presidente degli Stati Uniti d'America)

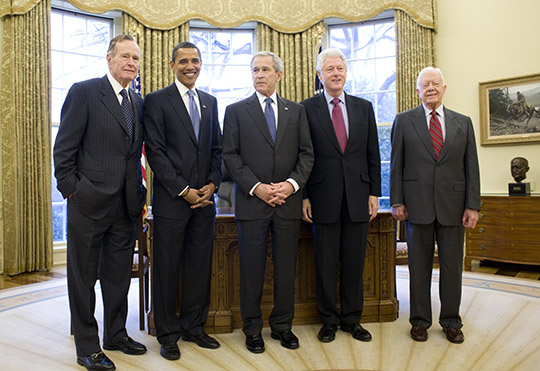
Nel 2009 il presidente degli Stati Uniti George W. Bush (al centro) invitò il "presidente eletto" Barack Obama (a destra di G. W. Bush) e gli ex presidenti (da sinistra a destra) George H. W. Bush, Bill Clinton e Jimmy Carter per un incontro e pranzo presso la Casa Bianca. Foto scattata mercoledì, 7 gennaio 2009 nello Studio Ovale

### Altro
- Nel 2007 il regista Jonathan Demme girò un film documentario sulla sua vita intitolato Jimmy Carter Man from Plains, presentato alla 64ª Mostra internazionale d'arte cinematografica di Venezia.
- Jimmy Carter appare nel film Agee, dedicato allo scrittore James Agee, autore di Let Us Now Praise Famous Men, che Carter giudicava il miglior libro che avesse mai letto[44]).
- Jimmy Carter appare in molti fumetti, serie televisive e cartoni animati, tra cui I Simpson, Futurama, I Griffin, King of the Hill, I Jefferson, American Dad!, Fantastici Quattro.
- Jimmy Carter viene citato nella canzone IEAIAIO del gruppo System of a Down.
- A Jimmy Carter è stata dedicata la canzone Peanuts del gruppo inglese The Police durante un concerto nel marzo 1979 nel Kansas, anche se il brano fu scritto in avversione a Rod Stewart.[45]
- Jimmy Carter è il titolo di un brano realizzato dal gruppo alternative rock Electric Six, facente parte dell'album Senor Smoke.
- Nel film The Butler - Un maggiordomo alla Casa Bianca, del 2013, il presidente Carter non è interpretato da un attore, ma la sua figura è presente attraverso filmati d'archivio.
- Nel film Point Break - Punto di rottura, del 1991, una delle quattro maschere usate dai rapinatori rappresenta Jimmy Carter.
- Nel 2012 appare nel film Argo in alcune immagini di repertorio.

## Riconoscimenti
- Nel 2002 ha ricevuto il premio Nobel per la pace.
- Nel 2004 è stato inserito nella International Civil Rights Walk of Fame di Atlanta.
- Paul Harris Fellow.
- Nel 2007, 2016, 2018 e 2025 ha vinto il Grammy Award nella categoria miglior album parlato per i rispettivi LP: Our Endangered Values: America's Moral Crisis (2007), A Full Life: Reflections at 90 (2016) and Faith: A Journey For All (2018) e Last Sunday in Plains: A Centennial Celebration (2025).[46] Con la candidatura all'edizione 2024 – che lo rende il più anziano concorrente nella storia del riconoscimento – arriva a quota 10 nomination.[27]